# Алмаметьєво
Алмаме́тьєво (рос. Алмаметьево, марій. Тат-Кушна) — присілок у складі Моркинського району Марій Ел, Росія. Входить до складу Семісолинського сільського поселення.

## Населення
Населення — 377 осіб (2010; 406 у 2002).
Національний склад (станом на 2002 рік):
- татари — 64 %
- лучні марійці — 35 %